# Teucholabis luteicolor
Teucholabis luteicolor är en tvåvingeart som beskrevs av Alexander 1942. Teucholabis luteicolor ingår i släktet Teucholabis och familjen småharkrankar. Inga underarter finns listade i Catalogue of Life.